# El Forcall
El Forcall, oficialment Forcall, és un municipi del País Valencià a la comarca dels Ports.

## Geografia
Situat en una vall escavada pels tres rius que conflueixen al Forcall: el Bergantes, el Cantavella i el Calders. Rodejada de quatre grans moles que dibuixen el paisatge muntanyenc del terme municipal, es tracta de la mola de Sant Marc o de la Vila (936 metres) al centre del terme i al nord del nucli, la mola de Cosme (1.012 m.) al nord-est, la mola de Roc o de Sant Cristòfol (1.107 m.) al sud-oest, i la Mola Garumba al sud-est que s'inclina en el seu costat oest cap al Forcall en una espectacular formació calcària que, vista des del poble, sembla una gran raspall de dents: la Penya de Mig-dia (980 m.).

### Límits
| Bordó        | Palanques Villores |         |
| la Todolella |                    | Morella |
|              | Cinctorres         |         |

### Accés
Des de Castelló s'accedeix a aquesta localitat a través de la CV-151, prenent després la CV-10 per a accedir a la CV-15, posteriorment es pren la CV-12 per a finalitzar en la CV-124.

## Història
Nombroses troballes arqueològiques testimonien la presència de poblats prehistòrics en la zona, però sens dubte un dels punts arqueològics més interessants de la província de Castelló el constituïx la Moleta dels Frares o de Liborio, identificada amb la Res Publica Leserensis d'una inscripció trobada al jaciment i amb la Lassira de Claudi Ptolemeu. Es tracta d'un nucli de població iberoromà estratègic en les comunicacions entre el Mediterrani i la vall de l'Ebre. Així i tot, els límits del territori de Lesera són desconeguts.
La ciutat romana fou abandonada al llarg del segle iii dC, i aquests pobladors s'espargirien pel terme en llocs que com el Podi Albo o Puig Blanc (en clara referència al Forcall d'avui), que apareixen en documents del segle xiii. És en aquest mateix segle (2 de maig de 1246) quan l'infant En Pere de Portugal, en nom de Jaume I atorga la Carta de poblament. Va ser un dels tradicionals llogarets de Morella i, per tant, senyoriu de Blasco I d'Alagón en els anys immediats a la conquesta.
Durant el conflicte per la successió del rei Martí l'Humà, el Forcall va encapçalar, com en moltes altres ocasions, l'oposició dels llogarets enfront de Morella. Va arribar la seva autonomia municipal en 1691 de mans del rei Carles II. Va ser zona d'actuació carlista durant el segle xix.
El Forcall, poble d'acusada personalitat i centre geogràfic de la comarca i dels pobles veïns d'Aragó, va viure dies de puixança que encara avui podem recrear passejant pels seus carrers i places.

## Demografia
En el cens de 1900 tenia 2.105 habitants. Des de llavors la seva població ha anat descendint a poc a poc fins al voltant de 500 habitants actuals.
| 1990 | 1992 | 1994 | 1996 | 1998 | 2000 | 2002 | 2004 | 2006 | 2008 | 2009 | 2010 | 2011 |
| ---- | ---- | ---- | ---- | ---- | ---- | ---- | ---- | ---- | ---- | ---- | ---- | ---- |
| 645  | 605  | 577  | 554  | 540  | 571  | 557  | 543  | 542  | 540  | 527  | 538  | 529  |

## Economia
La principal activitat econòmica, igual que en altres localitats d'interior, és l'agricultura i la ramaderia. En els últims anys i donada la importància que cada vegada més va adquirint el turisme d'interior, hi ha hagut un increment de les activitats de restauració i hosteleres.

## Política i govern

### Composició de la Corporació Municipal
El Ple de l'Ajuntament està format per 7 regidors. En les eleccions municipals de 26 de maig de 2019 foren elegits 6 regidors del Partit Socialista del País Valencià (PSPV-PSOE) i 1 del Partit Popular (PP).
| Eleccions municipals de 26 de maig de 2019 - el Forcall                                                           |                                          |                                     |                                     |      |          |          |
| Candidatura | Candidatura                              | Candidatura                         | Cap de llista                       | Vots | Vots     | Regidors |
| | Partit Socialista del País Valencià-PSOE |                                     | Santiago Pérez Peñarroya            | 437  | 82,48%   | 6 ()     |
| | Partit Popular                           |                                     | Ignacio Querol Fabrega              | 127  | 12,41%   | 1 ()     |
| | Vots en blanc                            |                                     |                                     | 14   | 5,11%    |          |
| Total vots vàlids i regidors                                                                                      | Total vots vàlids i regidors             | Total vots vàlids i regidors        | Total vots vàlids i regidors        | 274  | 100 %    | 7        |
| | Vots nuls                                | Vots nuls                           | Vots nuls                           | 6    | 2,14%    |          |
| Participació (vots vàlids més nuls)                                                                               | Participació (vots vàlids més nuls)      | Participació (vots vàlids més nuls) | Participació (vots vàlids més nuls) | 280  | 73,49%** |          |
| Abstenció | Abstenció                                | Abstenció                           | Abstenció                           | 101* | 26,51%** |          |
| Total cens electoral                                                                                              | Total cens electoral                     | Total cens electoral                | Total cens electoral                | 381* | 100 %**  |          |
| Alcalde: Santiago Pérez Peñarroya (PSPV) (15/06/2019)                                                             |                                          |                                     |                                     |      |          |          |
| Fonts: JEC, JEZ Vinaròs, Periòdic Ara. (* No són vots sinó electors. ** Percentatge respecte del cens electoral.) |                                          |                                     |                                     |      |          |          |

### Alcaldia
Des de 2003 l'alcalde del Forcall és Santiago Pérez Peñarroya, del Partit Socialista del País Valencià (PSPV-PSOE).
| Període                       | Alcalde o alcaldessa     | Partit polític | Data de possessió | Observacions |
| ----------------------------- | ------------------------ | -------------- | ----------------- | ------------ |
| 1979–1983                     | Joaquin Guarch Gil       | UCD            | 19/04/1979        | --           |
| 1983–1987                     | Amadeo Viñals Cervera    | AP-PDP-UL-UV   | 28/05/1983        | --           |
| 1987–1991                     | Manuel Monfort Molinos   | PSPV-PSOE      | 30/06/1987        | --           |
| 1991–1995                     | Manuel Monfort Molinos   | PSPV-PSOE      | 15/06/1991        | --           |
| 1995–1999                     | Manuel Monfort Molinos   | PSPV-PSOE      | 17/06/1995        | --           |
| 1999–2003                     | Manuel Monfort Molinos   | PSPV-PSOE      | 03/07/1999        | --           |
| 2003–2007                     | Santiago Pérez Peñarroya | PSPV-PSOE      | 14/06/2003        | --           |
| 2007–2011                     | Santiago Pérez Peñarroya | PSPV-PSOE      | 16/06/2007        | --           |
| 2011–2015                     | Santiago Pérez Peñarroya | PSPV-PSOE      | 11/06/2011        | --           |
| 2015–2019                     | Santiago Pérez Peñarroya | PSPV-PSOE      | 13/06/2015        | --           |
| 2019-2023                     | Santiago Pérez Peñarroya | PSPV-PSOE      | 15/06/2019        | --           |
| Des de 2023                   | Santiago Pérez Peñarroya | PSPV-PSOE      | 17/06/2023        | --           |
| Fonts: Generalitat Valenciana |                          |                |                   |              |

## Arquitectura monumental

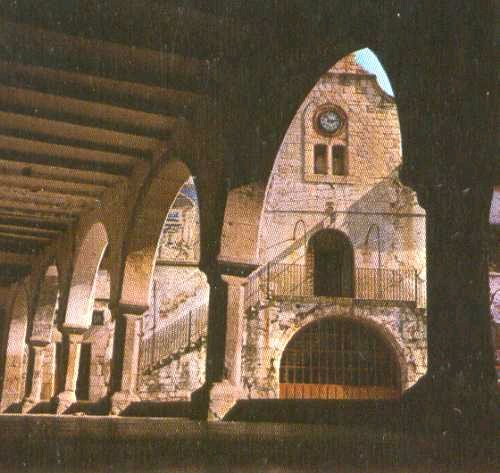
Plaça Major

El conjunt monumental de la vila es vertebra al voltat de la Plaça Major o històricament conegut com el Pla de la Creu, centre neuràlgic de la població que destaca per les seues dimensions i pels pòrtics que l'envolten. En ella trobem els edificis més importants com el Palau dels Osset (del segle xvi), el palau dels Fort i la Casa de la Vila o Palau de les Escaletes (del segle xvii).

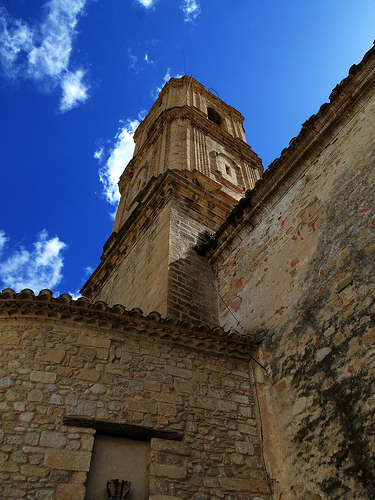
Campanar de l'Església de l'Assumpció.

L'Església de l'Assumpció del segle xviii, al Carrer de l'Església, fou construïda sobre la primitiva església gòtica del segle xiii de la qual conserva elements com l'absis, alguns finestrals, gàrgoles i una magnífica rosada. En el seu interior són molt interessants les pintures al fresc de Joan Francesc Cruella, dedicades a la titular de la parròquia de Nostra Senyora de l'Assumpció. També l'airós campanar de línia barroca que dibuixa el perfil del Forcall.
Altres monuments destacats del nucli històric del Forcall són les diverses cases pairals com la dels Maçaners i el Palau dels Berga, aquest darrer als afores, també conegut com la Fàbrica de Palos, on hi ha l'escut heràldic de la Torre-Palau de Blay Berga ambdós declarats com a béns d'interès cultural, palau que al segle xix va servir de presó a 3.000 presoners isabelins capturats pel general Cabrera en el marc de les guerres carlines.
Destaca el Forn de la Vila considerat el forn en funcionament més antic d'Europa, car té el seu origen en 1246. El forn, de caràcter comunal manté la mateixa estructura original d'època medieval. Té una placa commemorativa de pedra, amb l'escut propi del forn "Forn de la Vila, 1246-1993". És un dels tres forns medievals que queden en peus en la comarca dels Ports, sent aquest el més antic.
Pel terme municipal, fora del nucli històric, també trobem edificis religiosos com l'Ermita de la Verge de la Consolació originari del segle xvi, encara que l'actual és de 1783; el Convent dels Dominics, fundat el 1609 per Blai Berga amb capacitat per a 10 frares que es desplaçaven pels masos i les ermites dels voltants per tal de cantar missa; o l'Ermita de Sant Josep i el Calvari, conjunt monumental del 1682 d'estil barroc i construït per a commemorar el 2n centenari de l'arribada de les relíquies de Sant Vito. Altres ermites del terme són la de Sant Joaquim, la capella de l'Anunciació i l'Encarnació (a Torre Selló), la del Pilar i la de Sant Cristòfol (en runes).
A més cal destacar l'existència de les restes de masos, dispersos geogràficament pel terme municipal, que es van anar abandonant, deixant part de les seves construccions, com la torre que elevaven per a la vigilància i protecció del mas, d'importància artística considerable i que actualment estan catalogades com a Bé d'Interès Cultural, com és el cas de la Torre de Dionís.
A l'oest del terme, en la Moleta dels Frares hi ha les restes d'una ciutat ibero-romana descoberta el 1876.

## Llocs d'interès
La presència de lleres d'aigua permet que les terres del Forcall siguin pròdigues en fonts envoltades per bells paratges. Així en el curs del riu Caldes trobem la font de Santa Anna o de la Salut (amb propietats minero-medicinals amb referències des de l'any 1649), Les Fontetes, la Felipeta, de l'Om i la Panera.
En el riu Cantavella podem arribar a les fonts de la Vila i els safaretjos, de l'Escuriola i la Picolicha. Per la seva banda el Bergantes prendrà aigües de les fonts del Roure i de la Teula. Mentre, en el centre del poble, està la font del Convent.

## Festes locals

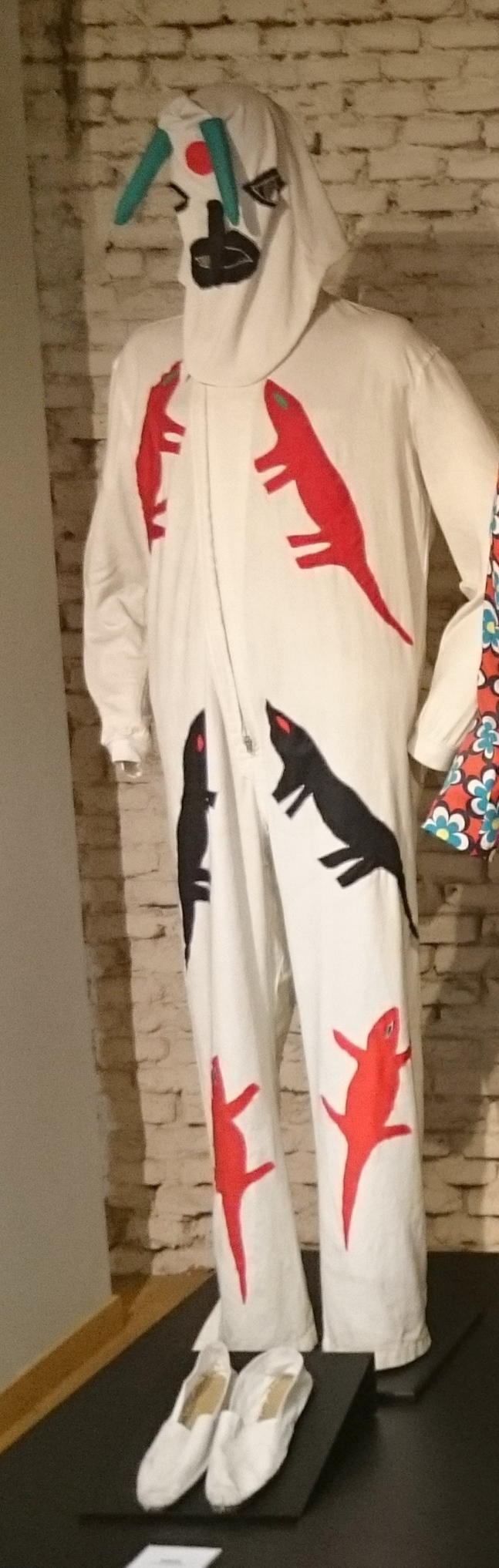
Vestit de Dimoni de la Santantonà (el Forcall, Castelló) al Museu d'Arts i Tradicions Populars (Madrid).

- Sant Antoni Abad. Coneguda com a Santantonà, és aquesta una de les festes més interessants de tot el País Valencià per la seva antiguitat i peculiar idiosincràsia, que se celebra sobre el 17 de Gener. La festa és una manifestació profà-religiosa que ha sabut conservar la tradició en els seus nombrosos actes, entre els quals sobresurten la "Plantà del Maio", la "Vida del Sant", la "Santantonà", la "Cremà de la Barraca" i "Els Botargues".

- Festes patronals. Se celebren des de l'últim cap de setmana d'agost fins al primer de setembre en honor de Sant Víctor i de la Mare de Déu de la Consolació. En aquestes festes són famosos els seus bous embolats, "coetà", cercaviles i les processons en les quals les danses dels "Dansants", "Bastonets", "Varetes", "Gitanetes" i "Llauradors", al so de la dolçaina i el tabalet, els donen un aire original i únic.

A més, el Forcall ha acollit l'Aplec dels Ports a vegades, els anys 1984, 1993, 2003, 2012 i 2021.

## Gastronomia

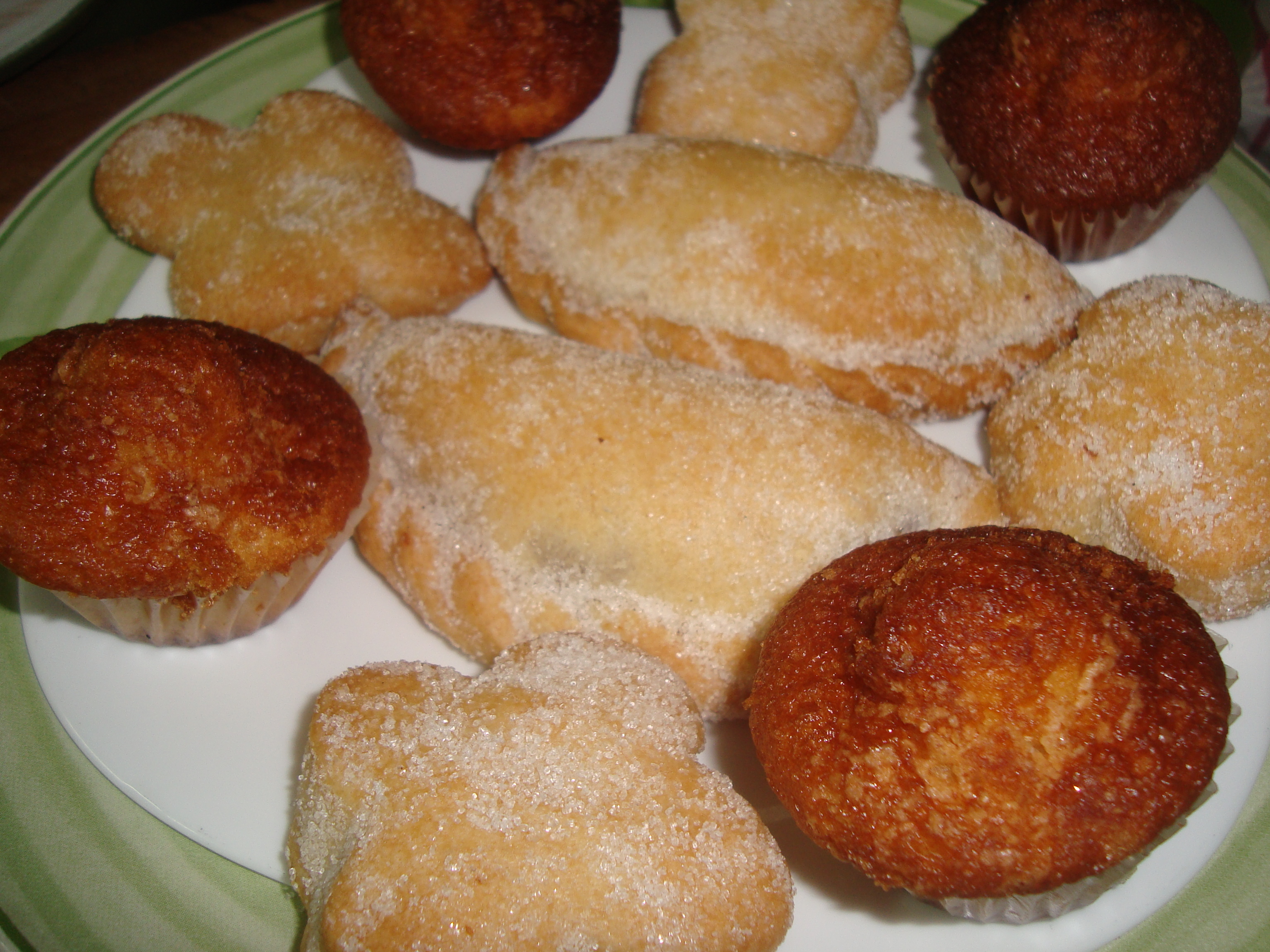
Rebostería, pastes del Forcall.

El Forcall disposa d'una gastronomia rica i plena de matisos. Bona mostra d'això són les seves pastes i pa que realitzades en forn de llenya mostren una àmplia varietat. "Coquetes", "corets", pastissets d'ametla, "mostaxons", "rolletes", "carquinyols", etc. Les seves carns i embotits donen motiu a una suculenta cuina on el "recapte" o olla forcallana, la sopa forcallana, "el conill amb caragols", la gallina trufada, el ternasco, al costat de la "collà" (quallada) són emblema d'aquesta.

## Mites i llegendes
- Camacurta i camallarga: Aquest personatge propi de la vila és descrit com un home amb una cama curta i l'altra llarga, com el seu propi nom indica, que té el seu amagatall a un forat situat a la vora de l'ermita de Sant Josep, la qual es troba a l'eixida del poble en direcció a Cinctorres. La gent del mateix municipi esmentava aquest personatge amb la finalitat d'atemorir a les xiquetes i els xiquets per tal que, entre altres coses, no s'allunyaren del poble o, simplement, feren cas a allò que els hi deien. També es creu que puga tenir origen en algun home coix que se situava pròxim a l'ermita, derivant en aquesta història transmesa durant anys i anys de grans a menuts.

## Fills il·lustres
- Josep Peñarroya Peñarroya (el Forcall, 1910 - Barcelona, 1975) va ser un guionista i dibuixant de còmics, creador de cèlebres personatges com Don Pío, Gordito Relleno i Don Berrinche.
- Manuel Milián Mestre (el Forcall, 1943) és un polític i periodista.
- Tomàs Penarrocha Penarrocha, el Groc del Forcall, capitost carlí (1805-1844)